# Hirose Gen

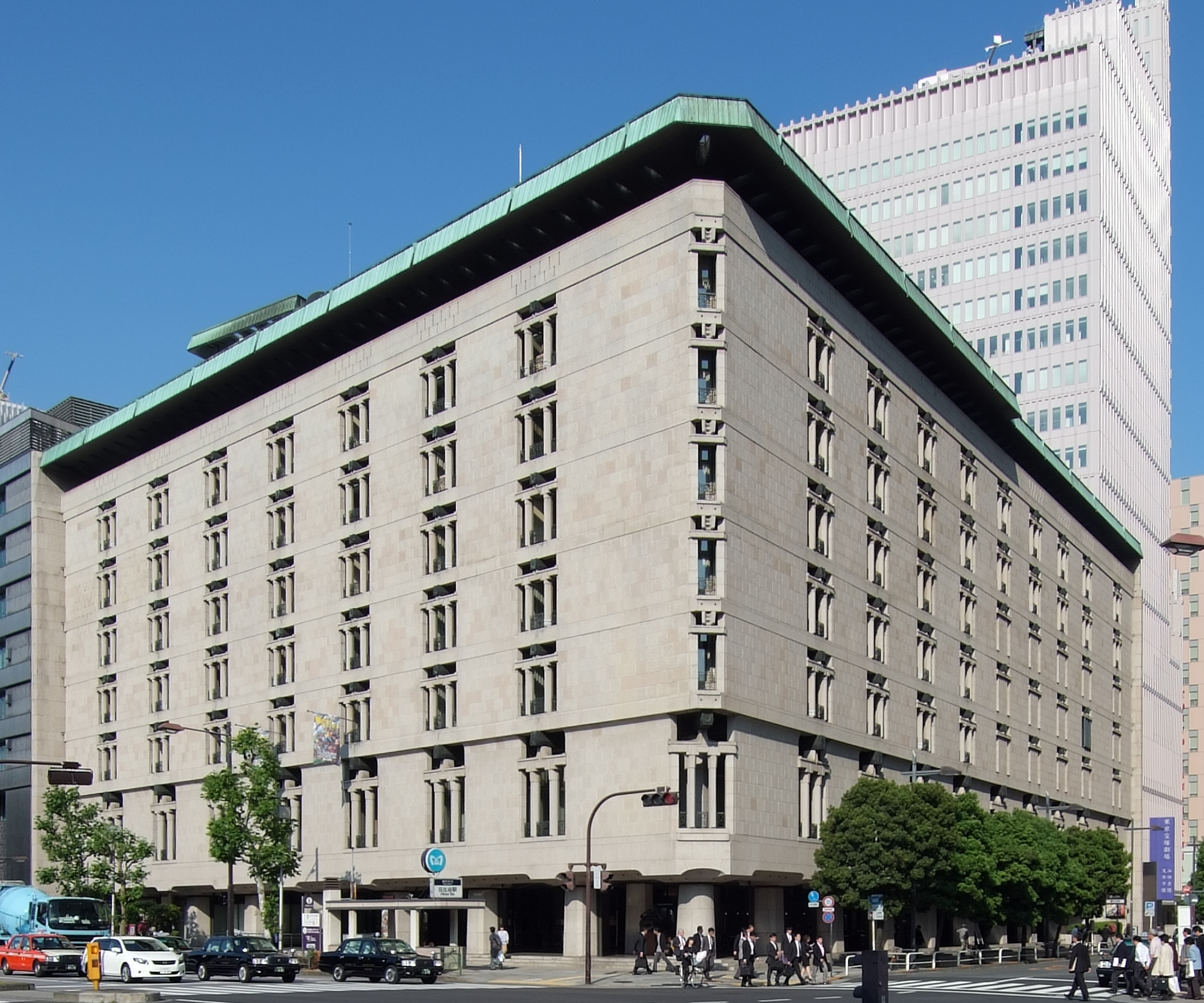
Nissay Theater

Hirose Gen (japanisch 弘世 現; geboren 21. Mai 1904 in Tokio; gestorben 10. Januar 1996) war ein japanischer Unternehmer.

## Leben und Wirken
Hirose Gen machte 1928 seinen Studienabschluss an der Universität Tokio im Fach Wirtschaftswissenschaften. Im selben Jahr heiratete er eine Tochter von Hirose Suketarō (弘世 助太郎; 1871–1936), des Gründers und Präsidenten des Lebensversicherungsunternehmens „Nihon Seimei Hoken“ (日本生命保険社) – auch unter der Kurzform „Nissay“ bekannt – und nahm dessen Familiennamen an.
Im selben Jahr nahm Hirose seine Arbeit bei Mitsui & Co. auf und arbeitete in der New Yorker Niederlassung. 1944 wurde er Vorstandsmitglied von „Nihon Seimei“ und 1948 Direktor. Im Juli 1952 wurde er Vorstandsvorsitzender. Durch den Einsatz von Vertriebsmitarbeiterinnen, durch die Entwicklung von Kapitallebensversicherungen mit fester Laufzeit und die Verwaltung von Vermögenswerten, wie Unternehmensdarlehen und Aktienanlagen, wuchs Nissay zu einem Unternehmen mit dem weltweit größten Bestand an Versicherungspolicen heran. Man nannte Hirose daher auch den „Vater des Wiederaufbaus“ (中興の祖, Chūkō no so).
Mit der Eröffnung des „Nissay Theaters“ (日生劇場) im Stadtteil Hibiya von Tokio leistete Hirose einen Beitrag zu den kulturellen und pädagogischen Aktivitäten der Stadt.